# Chez Nous
Chez Nous är en svensk kriminalfilm från 1978 i regi av Jan Halldoff. 

## Handling
Lajla från porrklubben Chez Nous mördas. Mördaren kontaktar en tidning för att delvis rentvå sig. Två av tidningens journalister börjar att undersöka fallet och kommer annan brottslighet på spåren.

## Om filmen
Filmen är inspelad i Filmhuset, Wennergren Center, Solvalla, Kungliga tennishallen, Mälarsquasch och Kungliga Operan i Stockholm samt sågverket i Bureå. Den hade premiär den 28 augusti 1978 på biograferna Astoria, Kista Bio och Victoria i Stockholm.

## Rollista
- Ewa Fröling – Maria
- Ernst Günther – Melin
- Sven Lindberg – Wirén
- Ingvar Kjellson – Elmgren
- Ernst-Hugo Järegård – Chez Nous ägare
- Lis Nilheim – Eva-Lisa
- Kerstin Bagge – Ellen
- Kjell Bergqvist – Jansson
- Olof Buckard – chefredaktören
- Per Ragnar – börskommentatorn
- Örjan Ramberg – torped
- Palle Granditsky –	advokaten
- Per Oscarsson – Schrenk
- Marie Forså – Lajla
- Reimers Ekberg – sexrådgivaren
- Olle Grönstedt – Gunnar K.Stenwall
- Roland Jansson – pressfotografen
- Inger Burman – Lajlas mor
- Moniqa Sunnerberg – Gunilla S
- Gary Engman – reportern
- Berto Marklund – Sundbom
- Hélène Aastrup – redaktionsarbetare
- Jutta Ekman – tjänstemannen
- Susanne Ruben – flickan hos Elmgren
- Per Magnus Ahlbom – redaktionsarbetare
- Bert Brandén – torped
- Leif Brandt – redaktionsarbetare
- Lars Falk – redaktionsarbetare
- Bo Jutner – torped
- Roland Strauss – brandinspektören
- Mikael Öqvist – redaktionsarbetare

### Webbkällor
- Chez Nous på Svensk Filmdatabas
- Chez Nous på Internet Movie Database (engelska)